# Primera División de Costa Rica 1927
Die Saison 1927 war die 7. Spielzeit der Primera División de Costa Rica, der höchsten costa-ricanischen Fußballliga. Es nahmen fünf Mannschaften teil. Herediano holte sich seinen 4. Meistertitel.

## Austragungsmodus
- Die fünf teilnehmenden Teams spielten in einer Einfachrunde (Hin- und Rückspiel) im Modus Jeder gegen Jeden den Meister aus.

## Endstand
| Pl.             | Verein             | Sp. | S | U | N | Tore    | Diff. | Punkte |
| --------------- | ------------------ | --- | - | - | - | ------- | ----- | ------ |
| 1.              | CS Herediano       | 8   | 7 | 0 | 1 | 040:160 | +24   | 14     |
| 2.              | CS La Libertad (M) | 8   | 6 | 0 | 2 | 032:140 | +18   | 12     |
| 3.              | LD Alajuelense     | 8   | 5 | 0 | 3 | 024:120 | +12   | 10     |
| 4.              | CS Juventud        | 8   | 2 | 0 | 6 | 007:340 | −27   | 04     |
| 5.              | SG Española        | 8   | 0 | 0 | 8 | 005:320 | −27   | 0      |
| Stand: Endstand |                    |     |   |   |   |         |       |        |